# كرم إينان
كرم إينان (بالتركية: Kerem İnan)‏ هو لاعب كرة قدم تركي في مركز حراسة المرمى، ولد في 25 مارس 1980 في إسطنبول في تركيا. شارك مع منتخب تركيا تحت 17 سنة لكرة القدم ومنتخب تركيا تحت 21 سنة لكرة القدم. أما مع النوادي، فقد لعب مع تشايكور ريزه سبور وسامسون سبور وشانلي أورفا سبور وغلطة سراي وكارسياكا ومرسين إيدمانيوردو.

## وصلات خارجية
- كرم إينان على موقع اتحاد تركيا (لاعب) (الإنجليزية)
- كرم إينان على موقع قاعدة بيانات كرة القدم.إي يو (الإنجليزية)
- كرم إينان على موقع عالم كرة القدم.نت (الإنجليزية)